# Mixocera sudanica
Mixocera sudanica är en fjärilsart som beskrevs av Claude Herbulot 1954. Mixocera sudanica ingår i släktet Mixocera och familjen mätare. Inga underarter finns listade i Catalogue of Life.